# Лорон північний
Лорон північний (Schiffornis veraepacis) — вид горобцеподібних птахів родини бекардових (Tityridae).

## Поширення
Вид поширений на півдні Мексики, в Центральній Америці, на заході Колумбії та Еквадору. Його природним середовищем існування є субтропічні або тропічні вологі низинні ліси та субтропічні або тропічні вологі гірські ліси.

## Підвиди
Таксон включає чотири підвиди:
- Schiffornis veraepacis veraepacis (Sclater & Salvin, 1860) — від південно-східної Мексики на південь до Коста-Рики.
- Schiffornis veraepacis dumicola (Bangs, 1903) — захід Панами.
- Schiffornis veraepacis acrolophites Wetmore, 1972 — східна Панама та прилеглі райони Колумбії.
- Schiffornis veraepacis rosenbergi (Hartert, 1898): Колумбія, Еквадор.